# Marino Bulcani
Marino Bulcani (Nápoles, primeira metade do século XIV - Assis, 8 de agosto de 1394) foi um cardeal napolitano da Igreja Católica, que serviu como Camerlengo da Santa Igreja Católica, vice-chanceler da Santa Igreja e cardeal protodiácono.

## Biografia
De uma família nobre residente em Nápoles e Sorrento, era sobrinho do cardeal Francesco Renzio e parente do Papa Urbano VI. Também é listado com o sobrenome Vulcano. Ele é mencionado pela primeira vez nas fontes de 1364, quando a rainha Joana I o nomeou, por ser doutor  in utroque iure, prior de San Nicola di Bari, anulando a eleição de outra pessoa anteriormente feita pelo capítulo de Bari, considerada ilegal. Como prior (uma dignidade que ele provavelmente manteve até sua morte), conseguiu obter numerosos privilégios da casa reinante para sua igreja.
Provavelmente em 1378, Urbano VI nomeou o "magister Marinus Bulcanus canonicus Neapolitanus" como seu capelão e no verão do mesmo ano, pouco antes do início do Cisma, seu cubicularium. Em outubro de 1381, foi enviado a Carlos III de Durazzo como embaixador papal e em 25 de junho de 1383 foi nomeado por Urbano VI como tesoureiro geral in regno Siciliae, et terra citra farum como sucessor de Ludovico Brancaccio, um parente próximo do papa.
No conflito subsequente entre Urbano VI e a monarquia napolitana, Bulcani e sua família faziam parte do grupo bem definido de nobres napolitanos que se aliaram ao papa mesmo ao preço do exílio e que mais tarde obtiveram grande influência na Cúria.
Criado pelo Papa Urbano VI como cardeal-diácono no consistório de 17 de dezembro de 1384, recebeu o título de Santa Maria Nova em 20 de novembro de 1385.
Antes de 29 de novembro de 1385 foi nomeado como Camerlengo da Santa Igreja Católica Romana e Arcipreste da Basílica de Santa Maria Maior. Como Camerlengo, dirigiu a administração papal durante a sé vacante de 1389.
Com a eleição do Papa Bonifácio IX, foi mantido nas suas funções. Os dois principais setores de sua competência estavam passando por um período de profunda crise: por um lado, as receitas foram reduzidas pela metade porque fluíram para dois pontífices; por outro lado, a administração dos Estados Pontifícios foi difícil por causa da luta entre os dois papas pela posse da Itália central. Bulcani foi repetidamente autorizado por Bonifácio IX a confiscar propriedades eclesiásticas e a contrair dívidas e, em 1391, foi investido de poderes extraordinários para invocar para si todas as causas relativas - no sentido mais amplo de acordo com seu julgamento - à Câmara Apostólica.
Com a morte de Tommaso Orsini de Manoppello em 1390, passa a ser o cardeal protodiácono. Possivelmente em fevereiro de 1394, tornou-se vice-chanceler da Santa Igreja.
Morreu em 8 de agosto de 1394, quando estava em Assis ao voltar de Perúgia para Roma. Foi sepultado na Igreja titular de sua diaconia, na Basílica de Santa Francisca Romana.

### Conclaves
- Conclave de 1389 - participou da eleição de Pietro Tomacelli como Papa Bonifácio IX